# デトロイト美術館
デトロイト美術館（Detroit Institute of Arts,通称DIA）はアメリカ合衆国ミシガン州デトロイトにある美術館である。古代エジプト美術から現代美術まで65,000以上の芸術品を所蔵している。

## 歴史
1885年に開館。
2013年、デトロイト財政破綻の影響で所蔵品の売却が検討されたが、市民や国内外の支援によって売却されなかった。

## コレクション
特にアメリカ出身の芸術家の作品が多く収められており、その規模はアメリカでも3番目を誇っている。その中にはジョン・ジェームス・オーデュボン、アレクサンダー・カルダー、メアリー・カサット、フレデリック・エドウィン・チャーチ、トマス・エイキンズ、ジョージア・オキーフ、デイル・チフーリ、ポール・リヴィア、ジョン・シンガー・サージェント、ルイス・C・ティファニー、アンドリュー・ワイエス、アンディ・ウォーホル、ジェームズ・マクニール・ホイッスラーなどがある。
他にはバビロンのイシュタルの門、ピーテル・ブリューゲルの『野外での婚礼の踊り』、ミケランジェロ・メリージ・ダ・カラヴァッジョの『マルタとマグダラのマリア』、フィンセント・ファン・ゴッホの『麦わら帽子を被った自画像』、ハンス・ホルバインの女性の肖像画、ディエゴ・リベラのフレスコ画、ジョヴァンニ・ベリーニの聖母子画、ウィリアム・アドルフ・ブグローの『木の実集め』などがある。

### ギャラリー

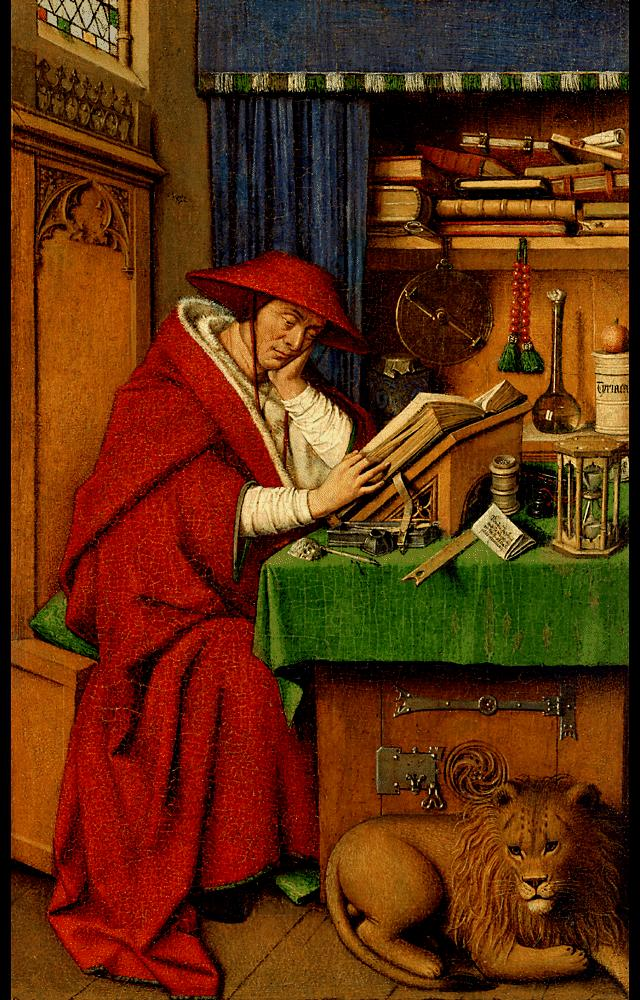
ヤン・ファン・エイク『聖ヒエロニムス（英語版）』1442年
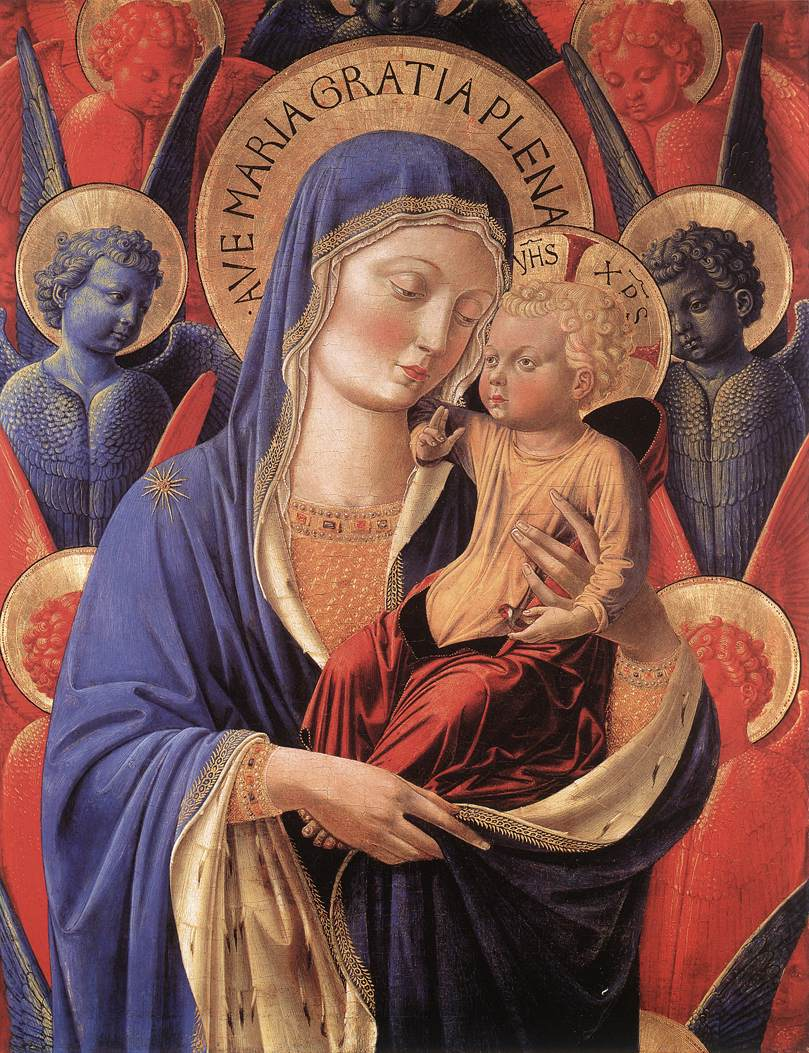
ベノッツォ・ゴッツォリ『聖母子』1460年
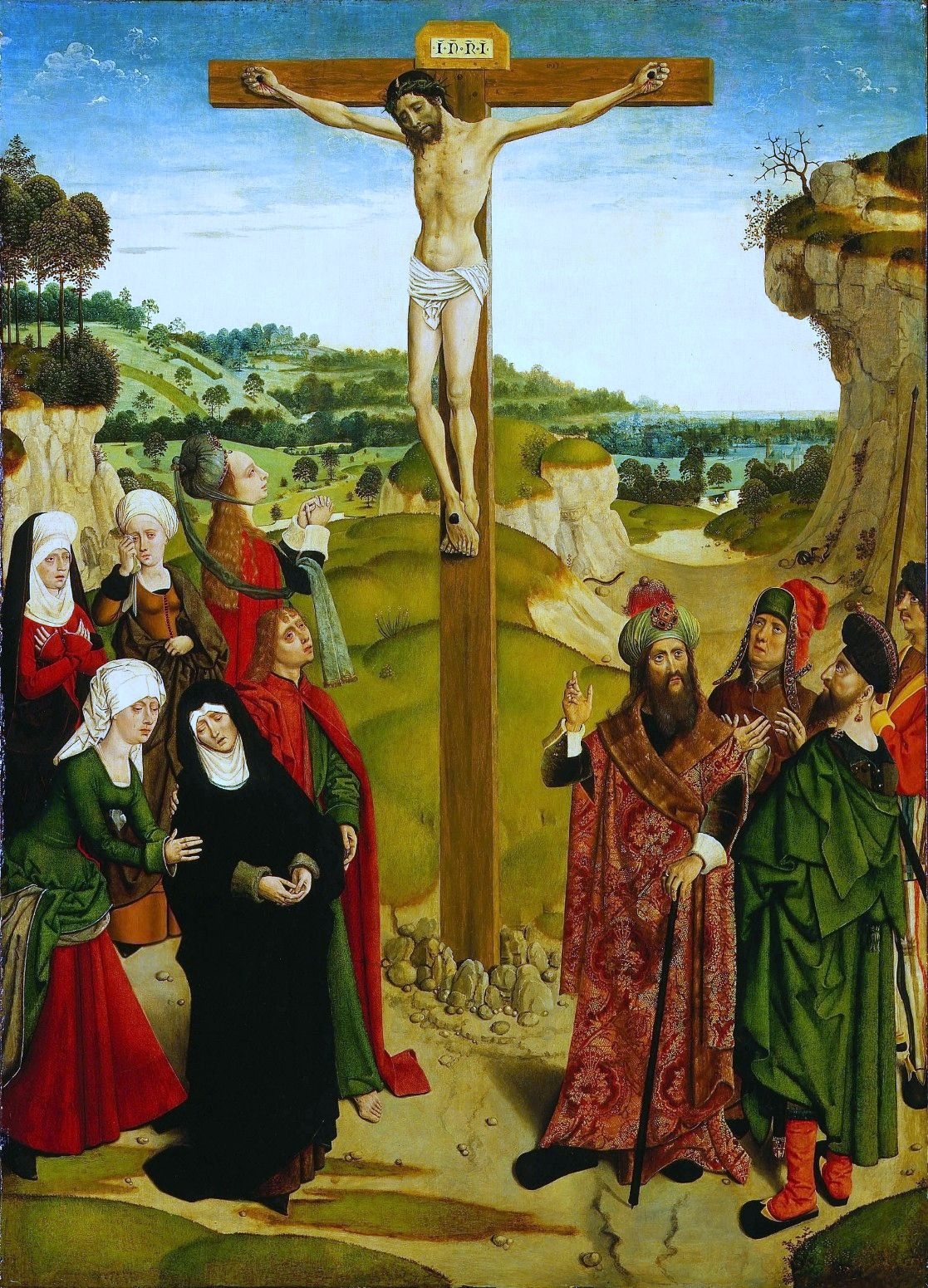
Master of the Tiburtine Sibyl『Crucifixion』1485年
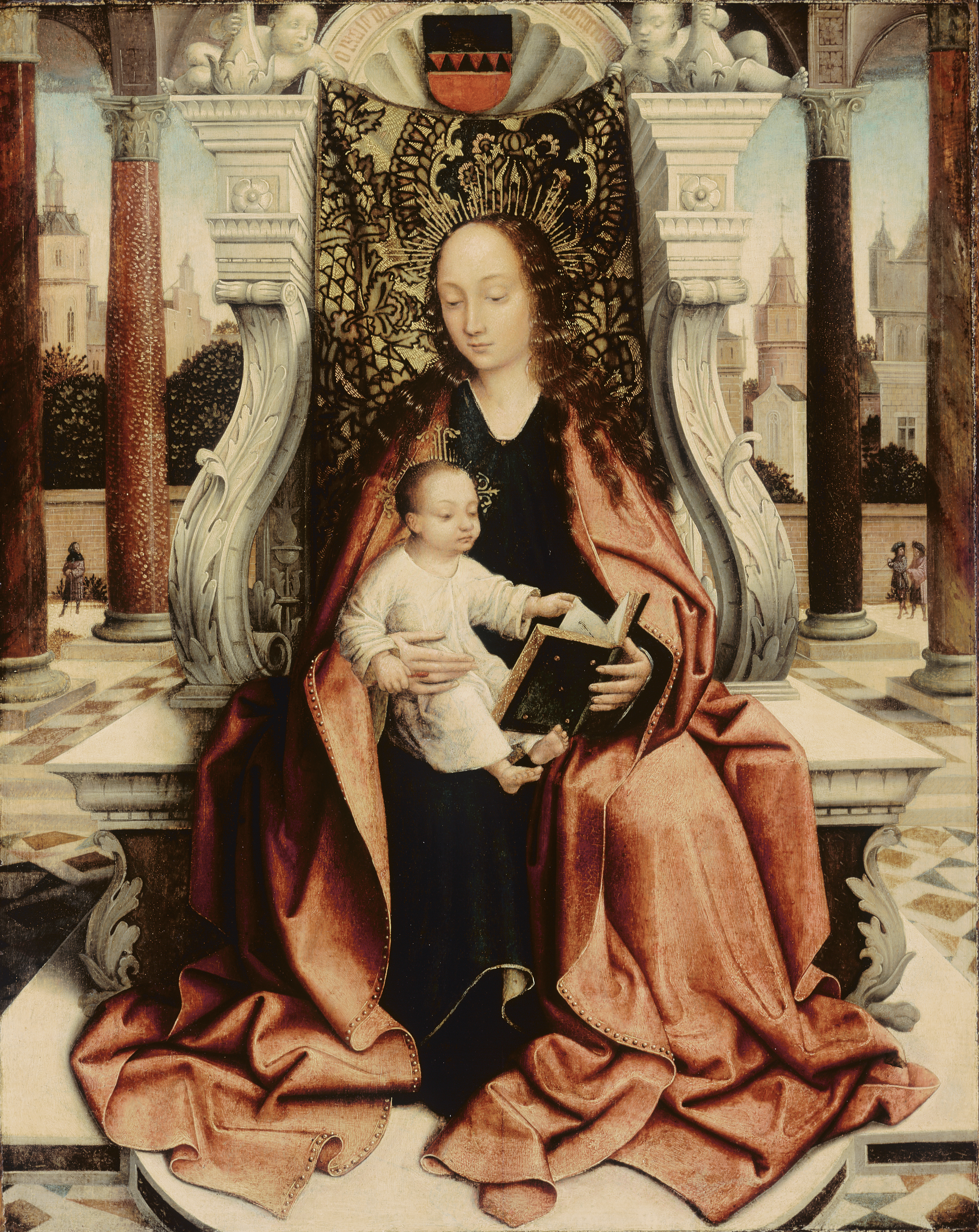
Master of Frankfurt, The Virgin Enthroned, 15世紀
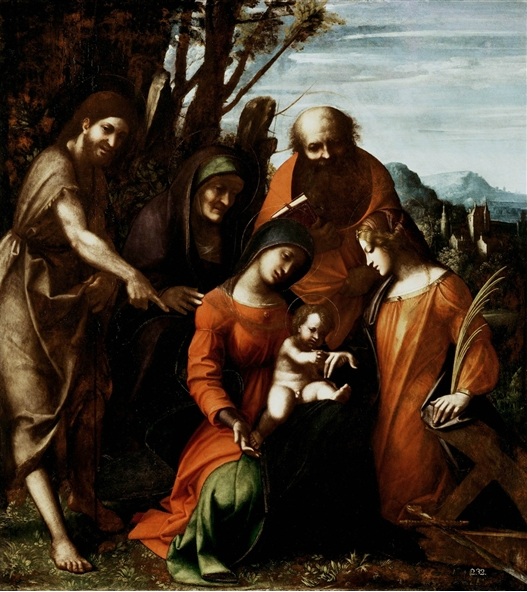
コレッジョ『聖カタリナの神秘の結婚』1512年頃
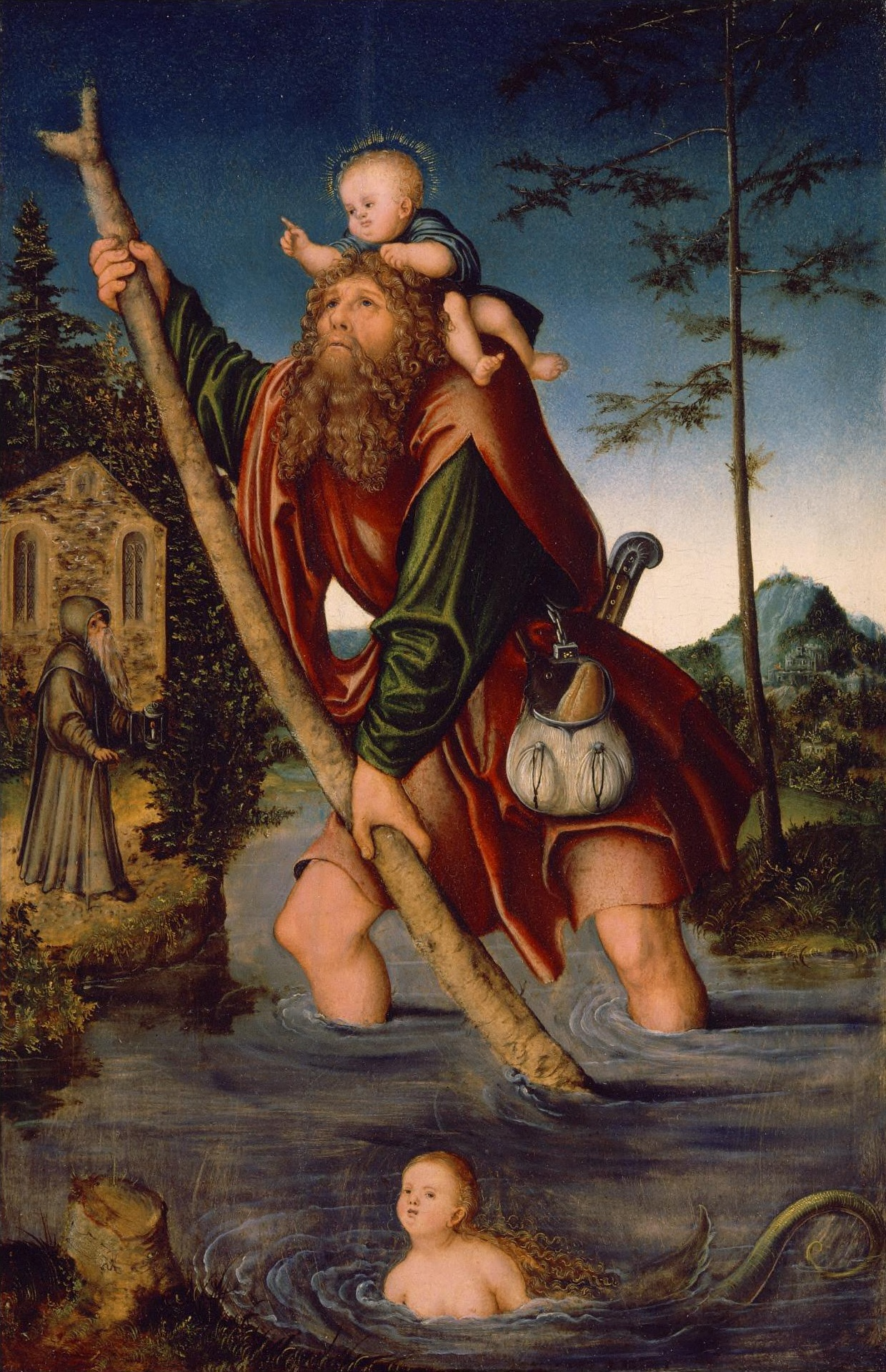
ルーカス・クラナッハ『聖クリストフォロス』1518年–1520年
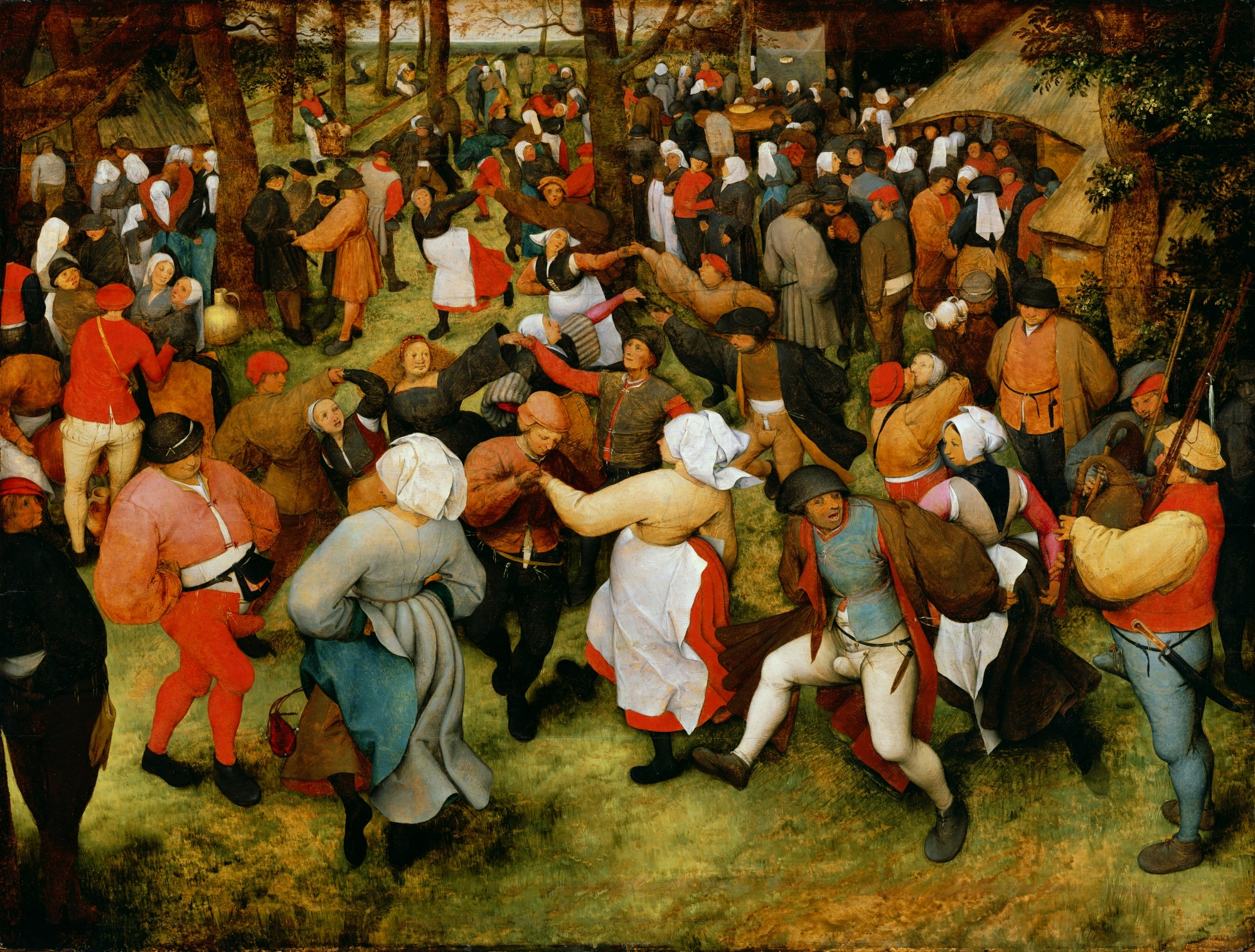
ピーテル・ブリューゲル『野外での婚礼の踊り』1566年
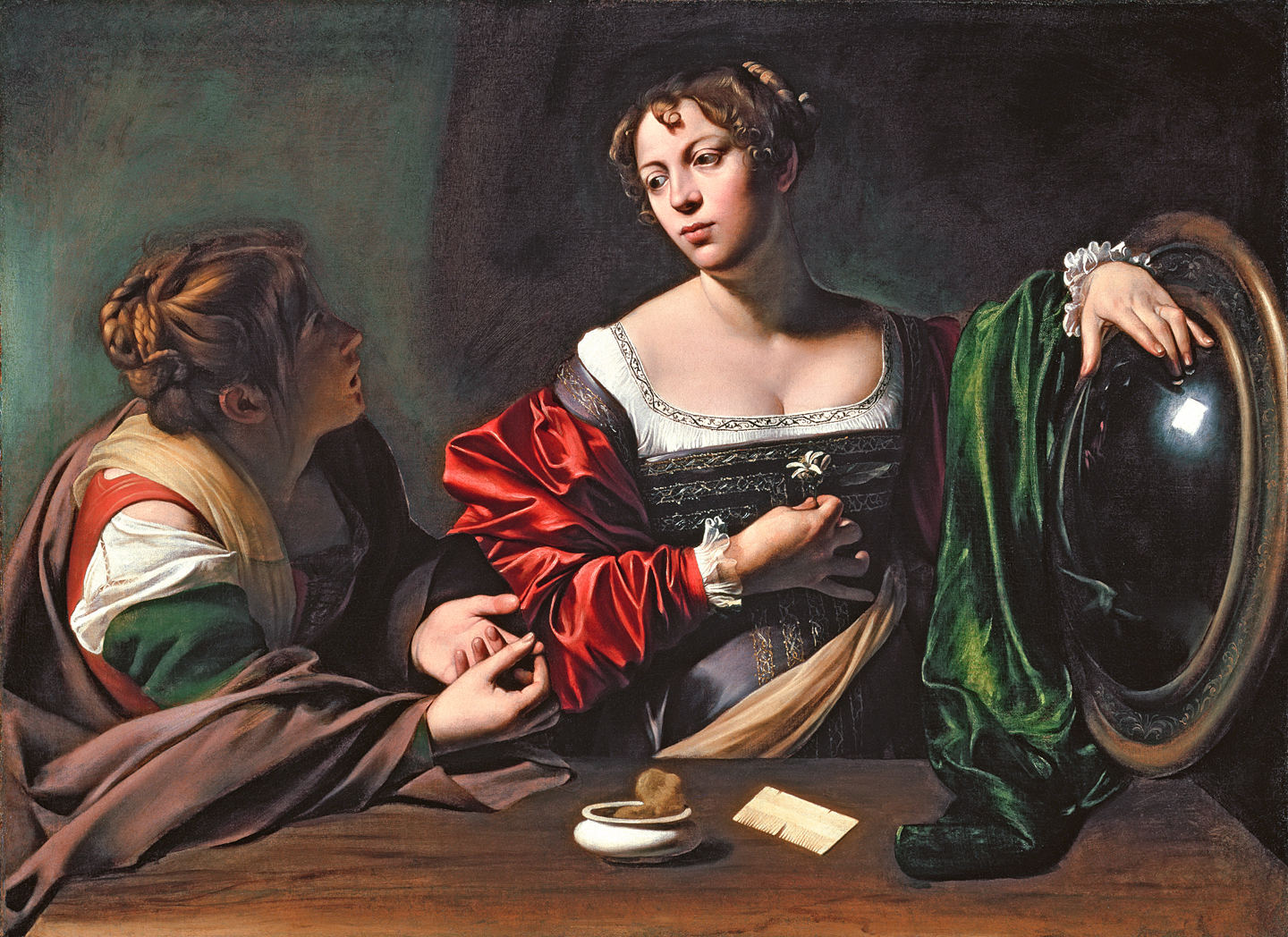
ミケランジェロ・メリージ・ダ・カラヴァッジョ『マルタとマグダラのマリア』1598年頃
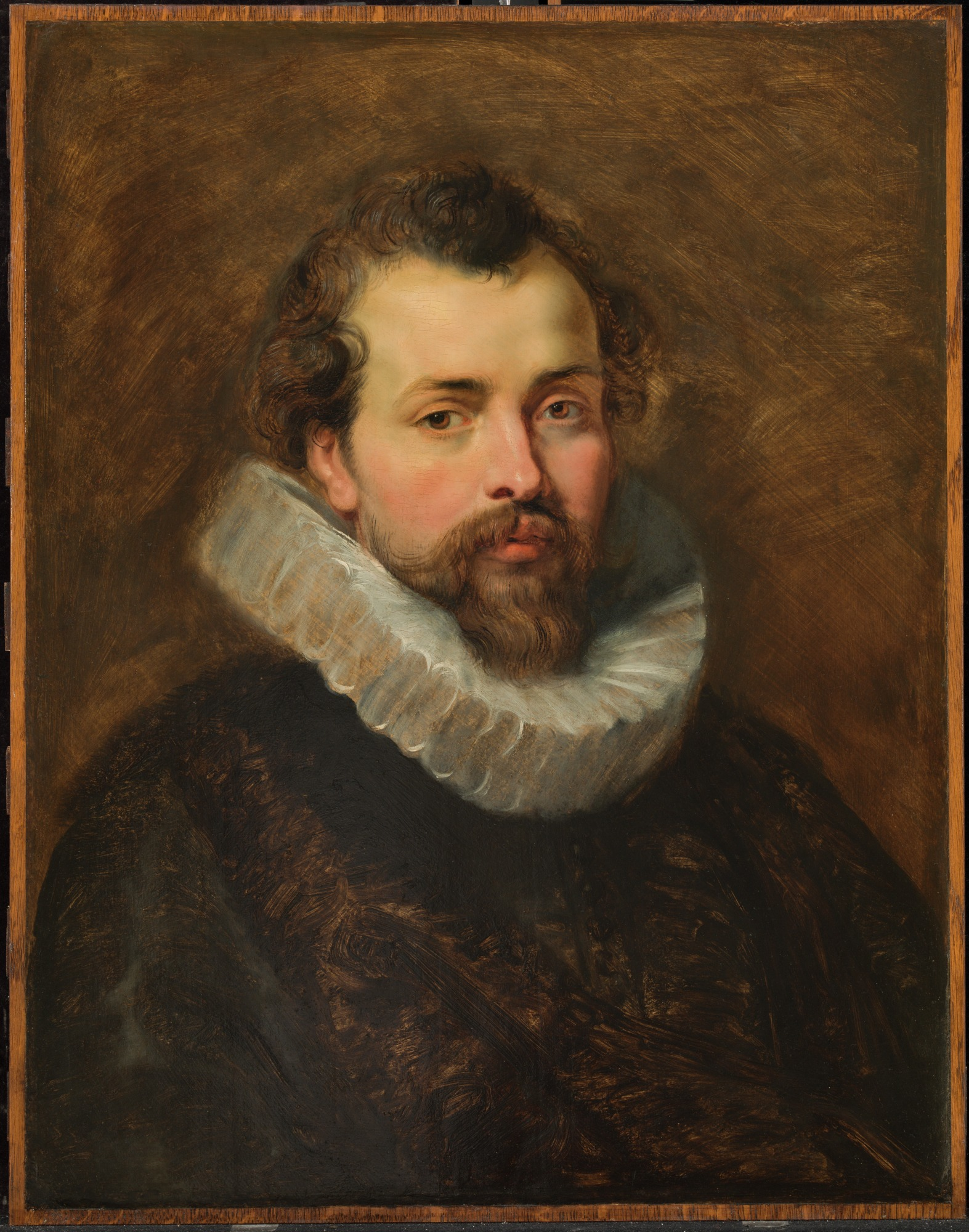
ピーテル・パウル・ルーベンス『画家の兄フィリップ・ルーベンス』1611-1612年
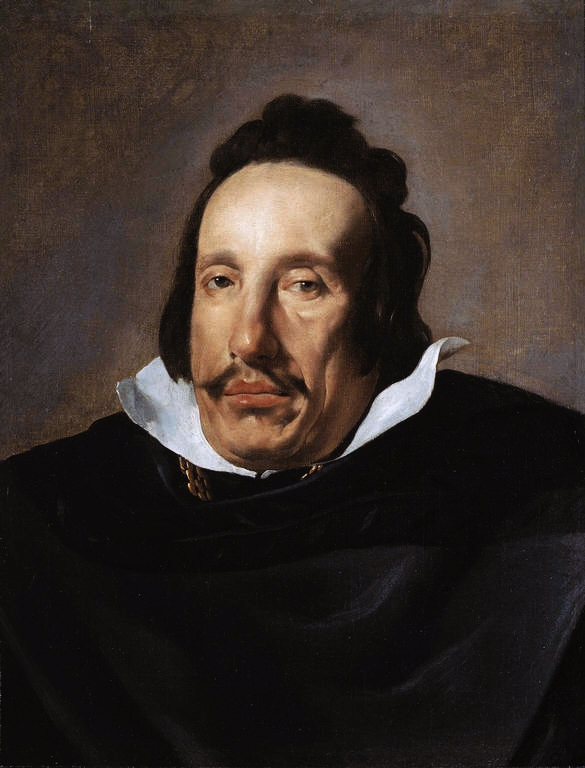
ディエゴ・ベラスケス『Portrait of a Nobleman』1623年
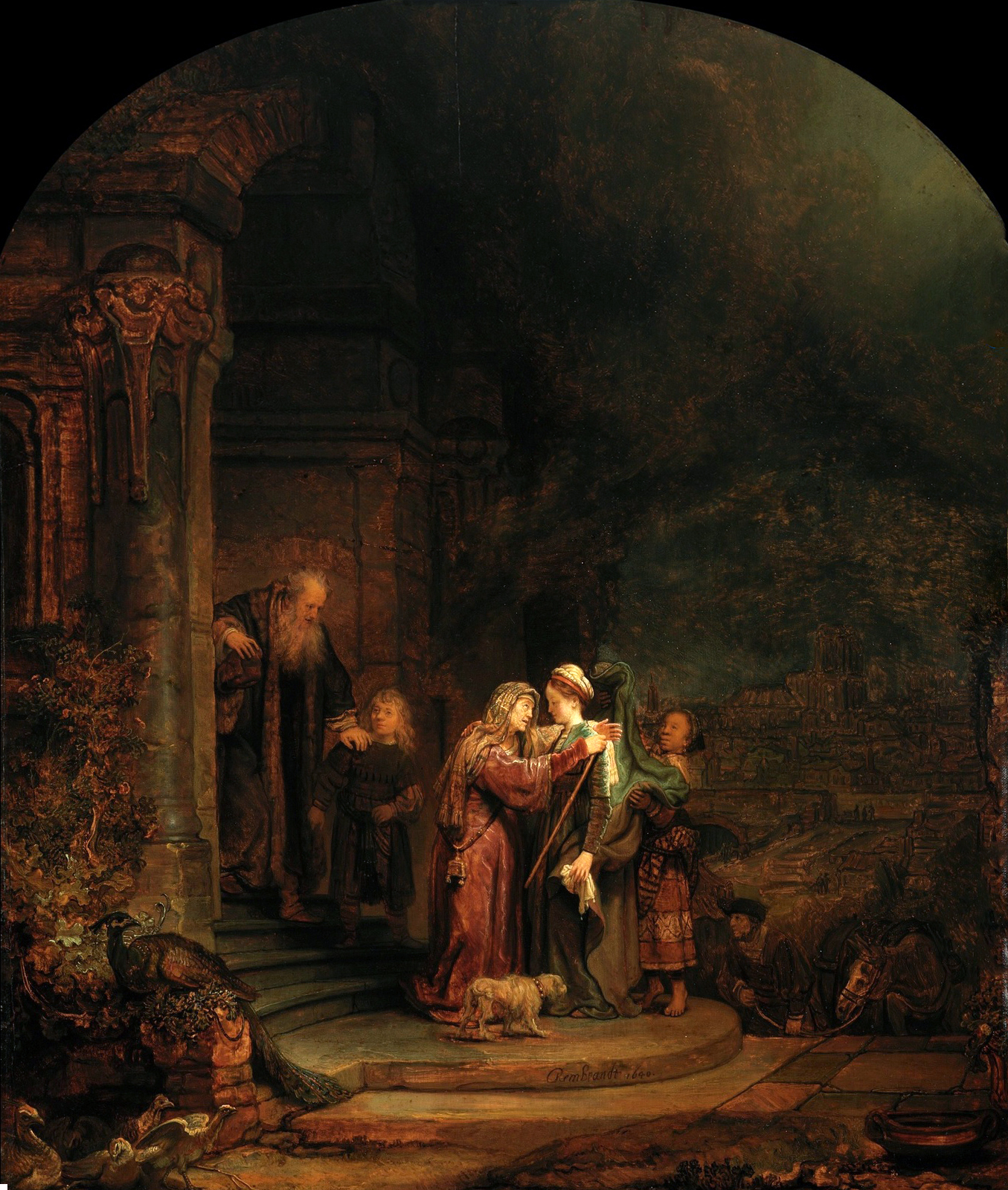
レンブラント・ファン・レイン『エリザベツ訪問』1640年
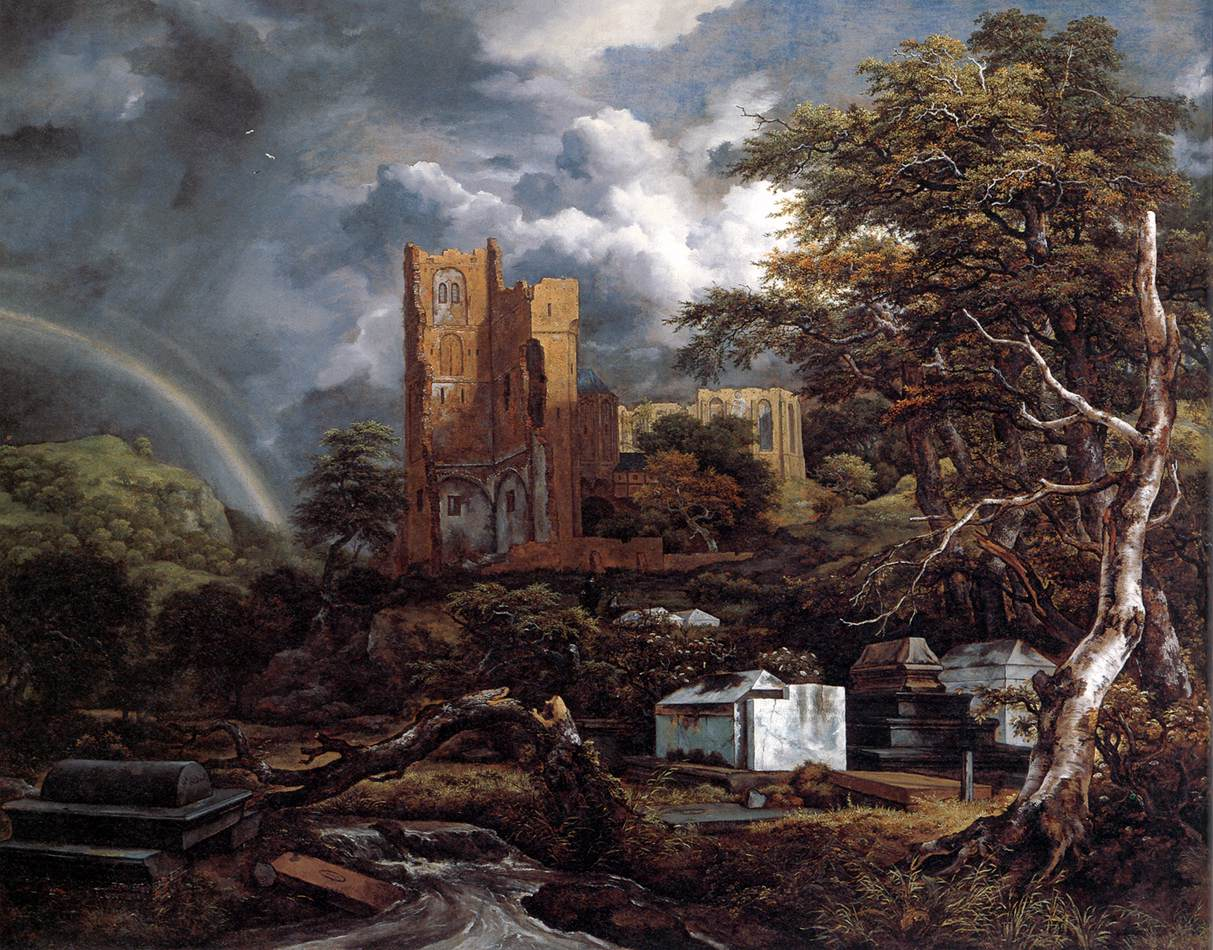
ヤーコプ・ファン・ロイスダール『ユダヤ人墓地』1657年
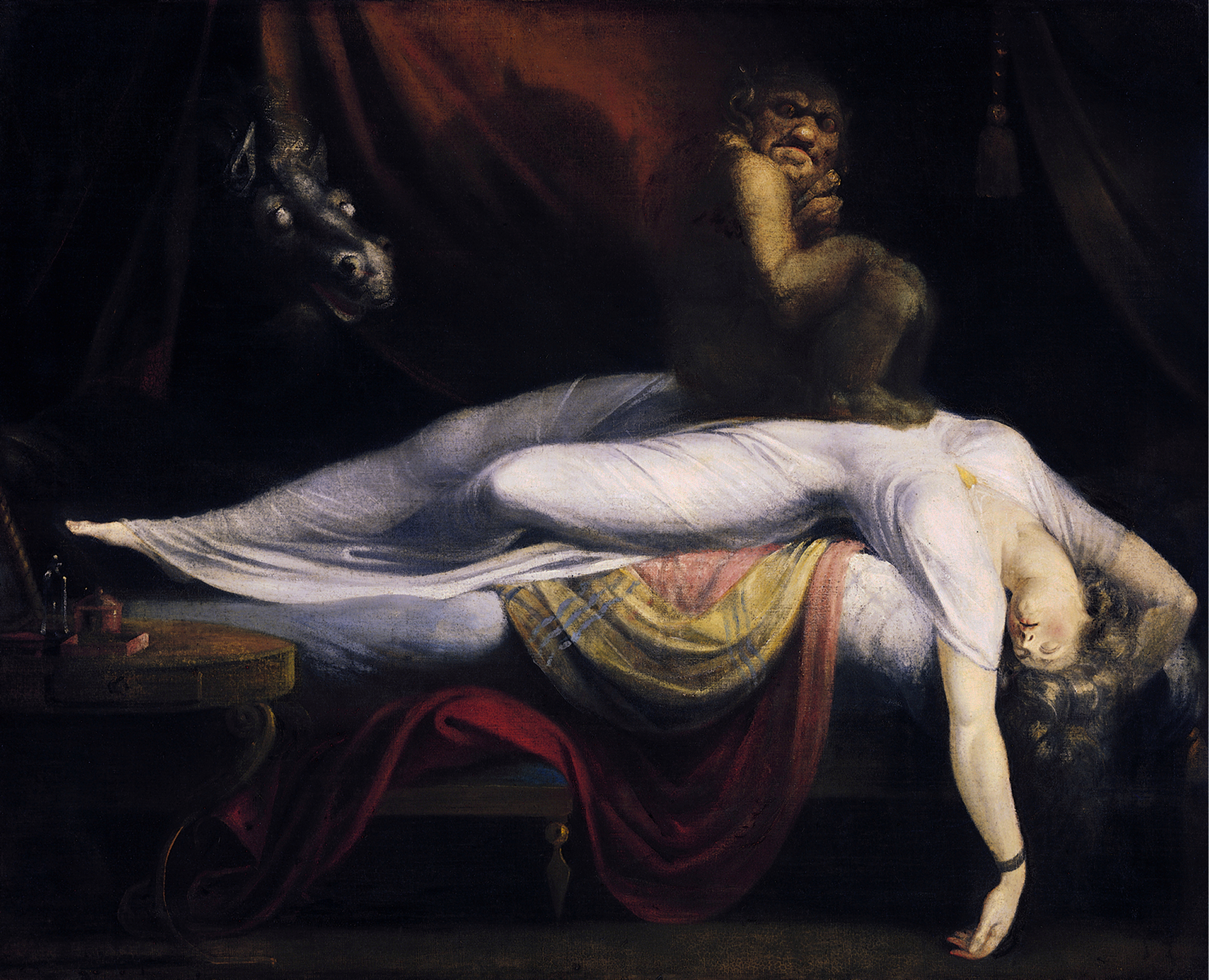
ヨハン・ハインリヒ・フュースリー『夢魔』1781年
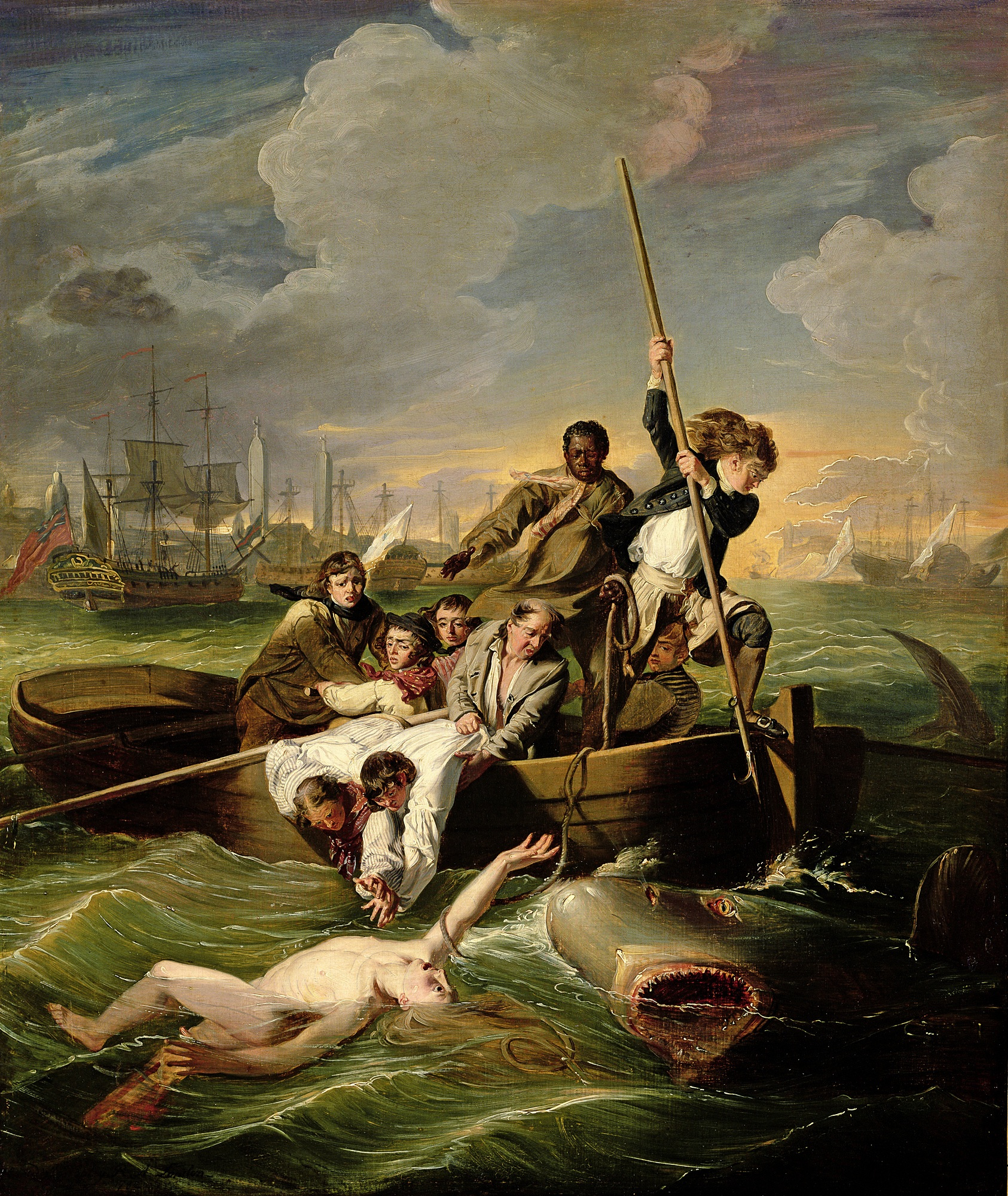
ジョン・シングルトン・コプリー『Watson and the Shark』1782年
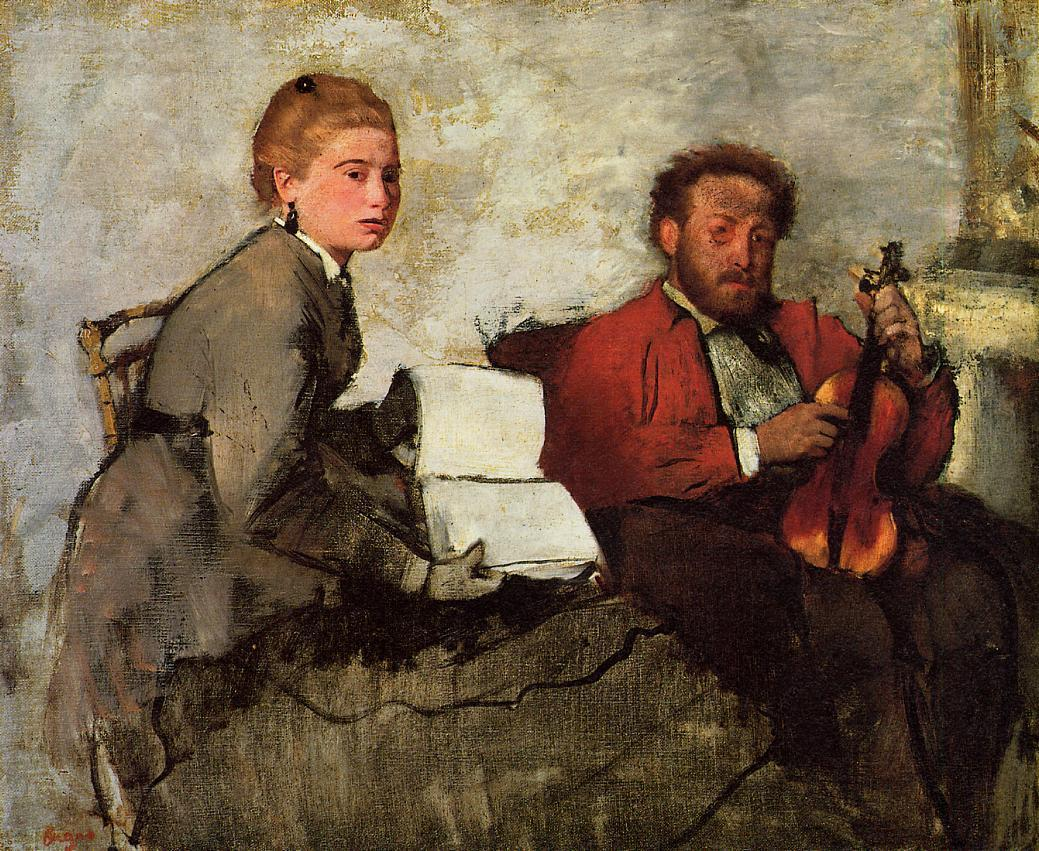
エドガー・ドガ『バイオリニストと若い女性』1870年–1872年
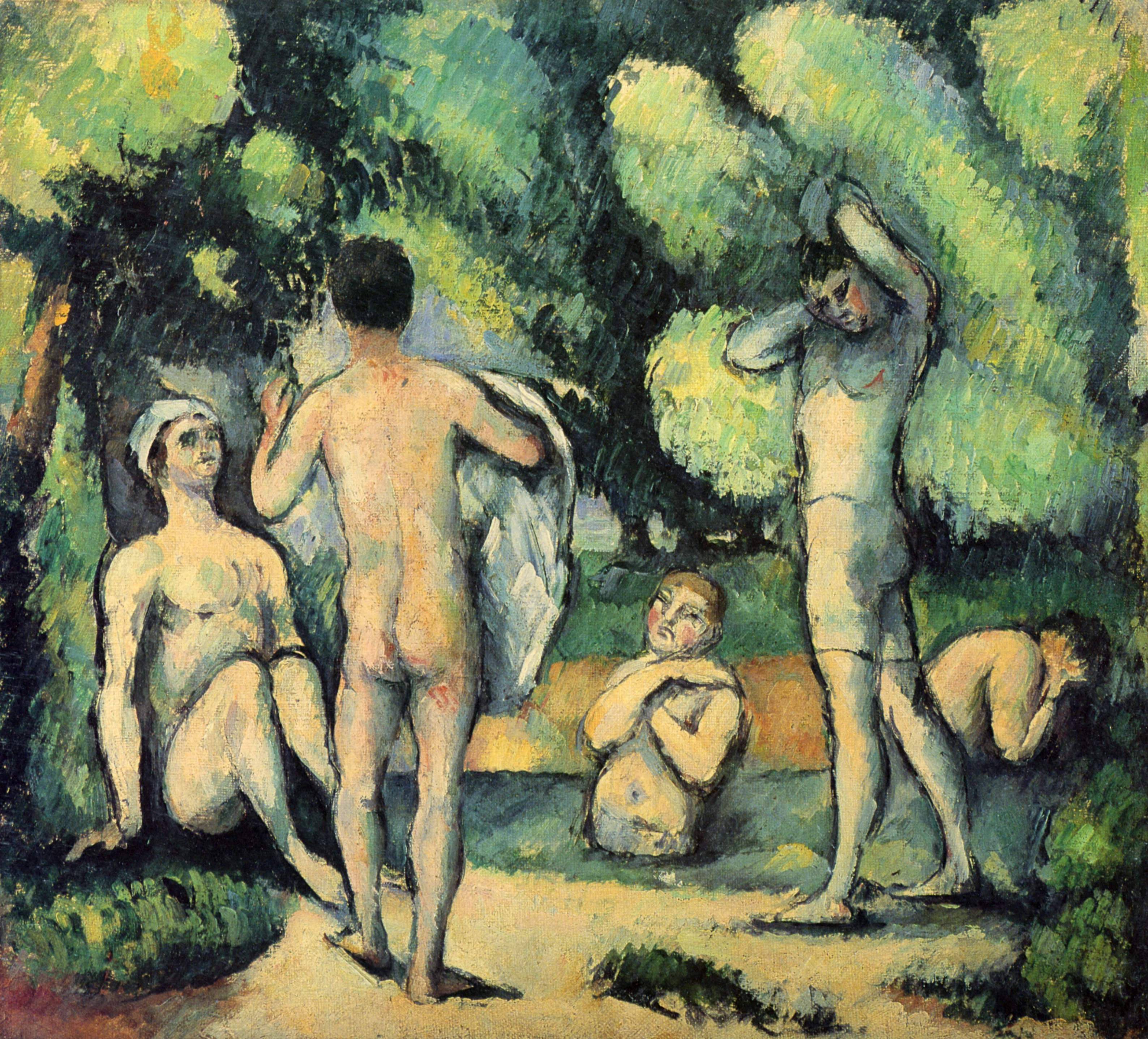
ポール・セザンヌ『水浴する人々』1879年
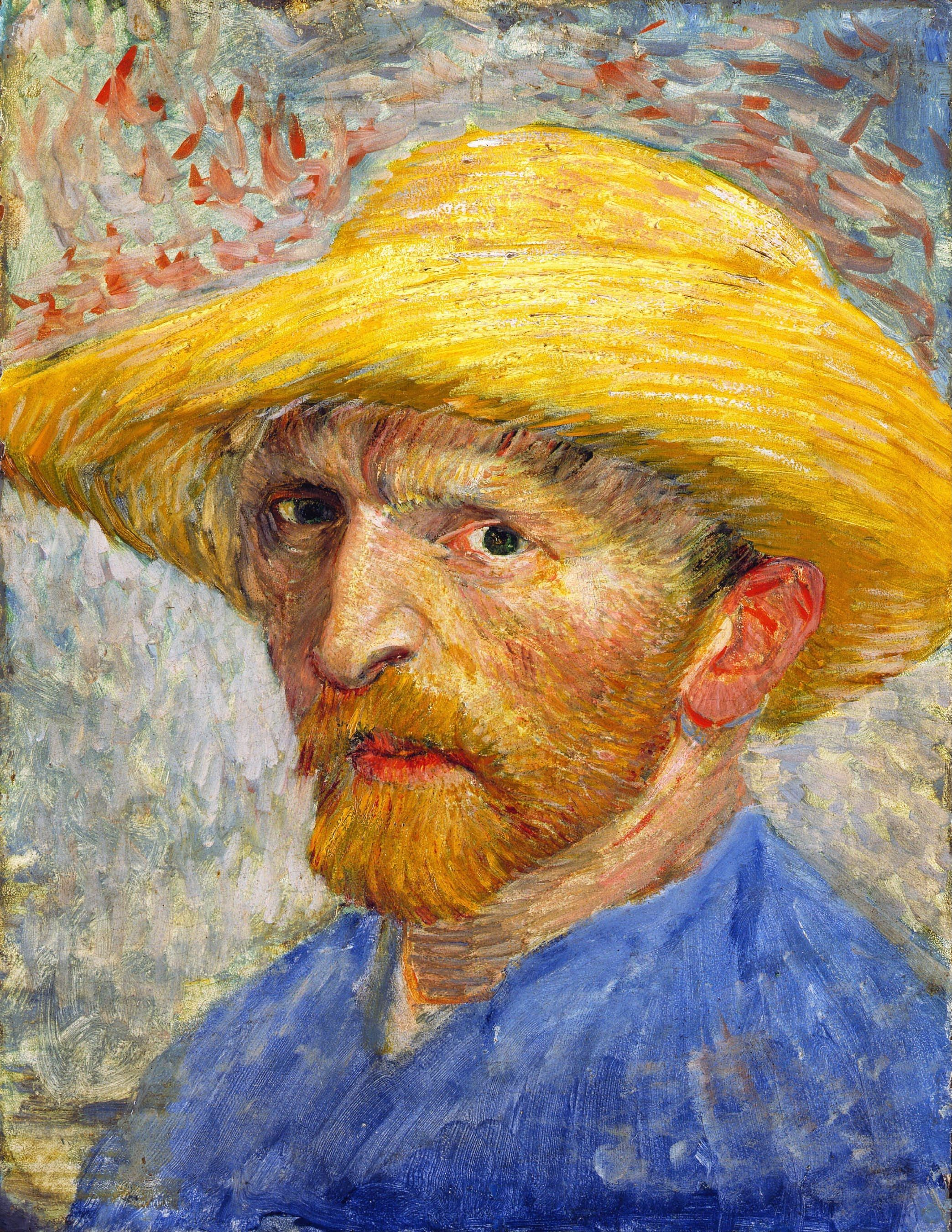
フィンセント・ファン・ゴッホ『麦わら帽子を被った自画像』1887年
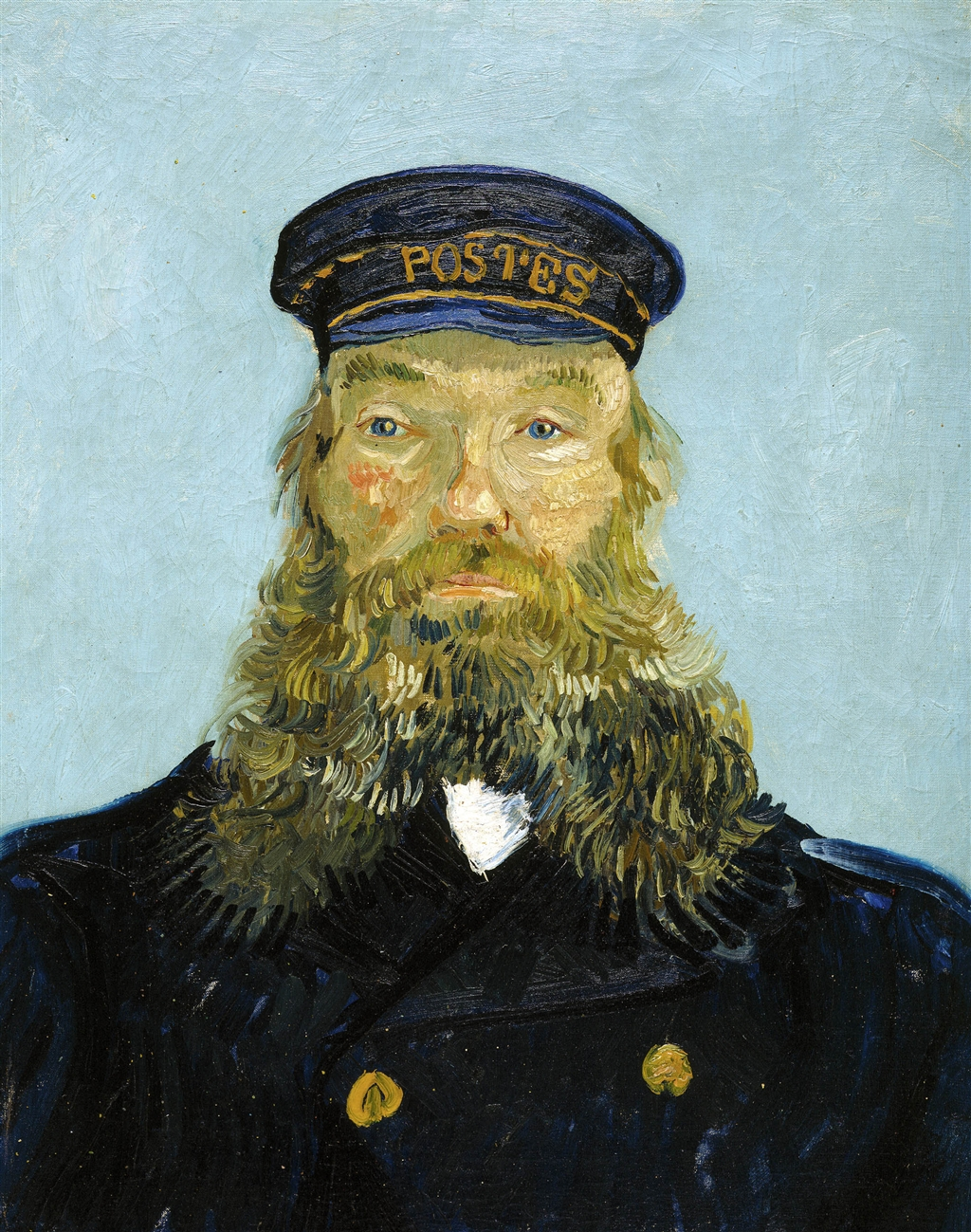
フィンセント・ファン・ゴッホ『郵便配達人ジョゼフ・ルーラン』1888年
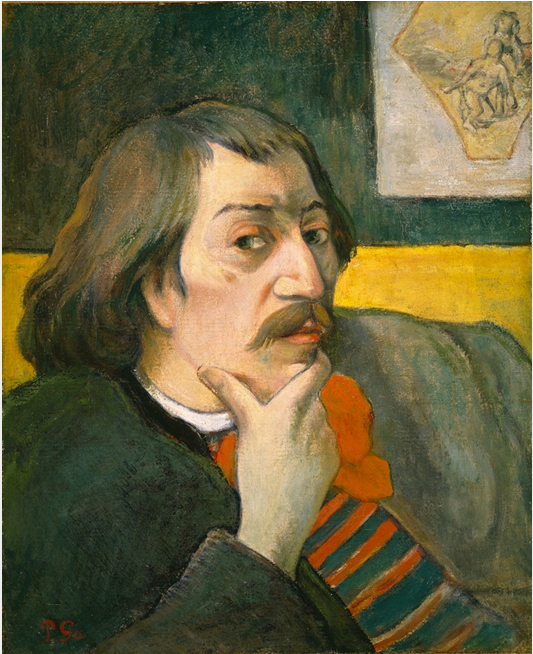
ポール・ゴーギャン『自画像』1893年
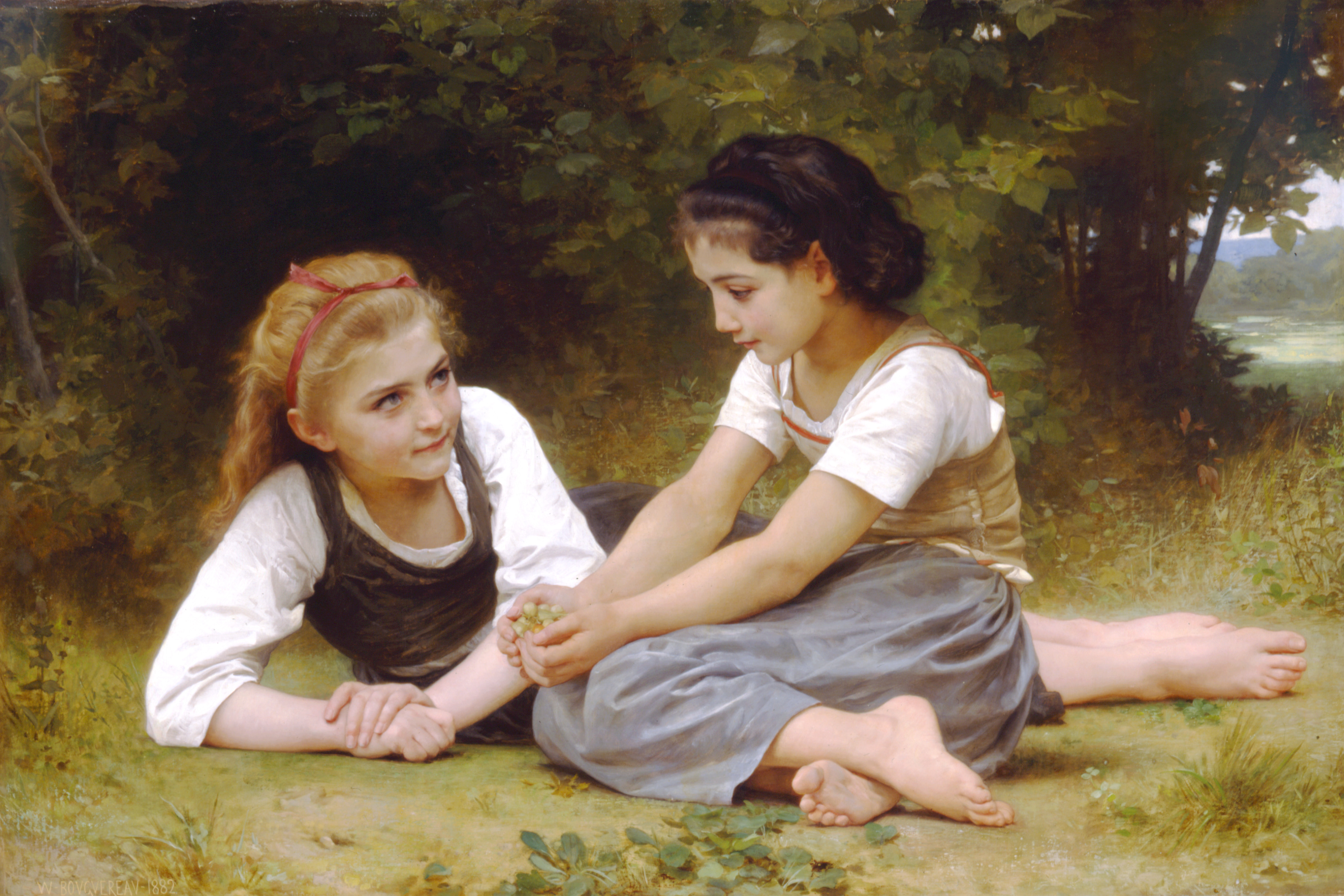
ウィリアム・アドルフ・ブグロー『木の実集め』1888年
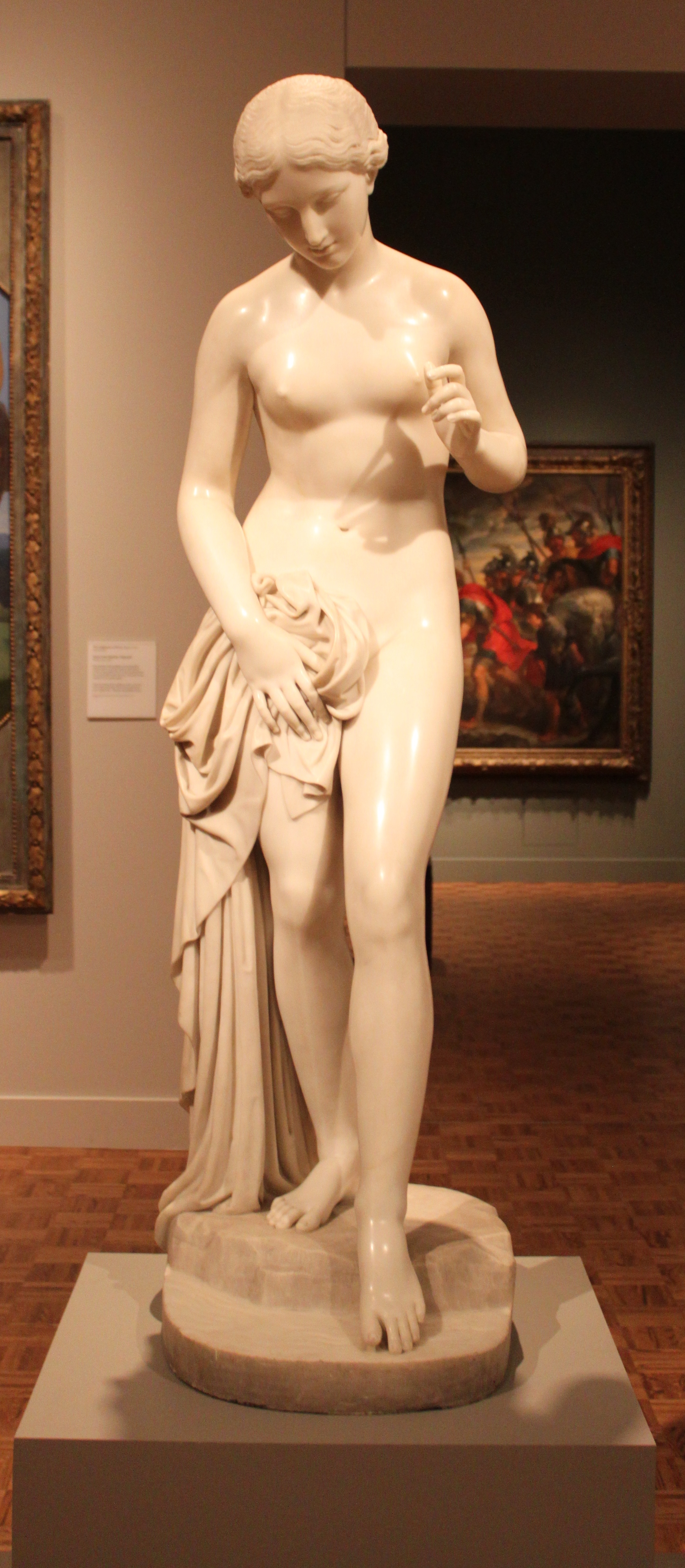
Richard James Wyatt『Girl Bathing』大理石, 1830年–35年
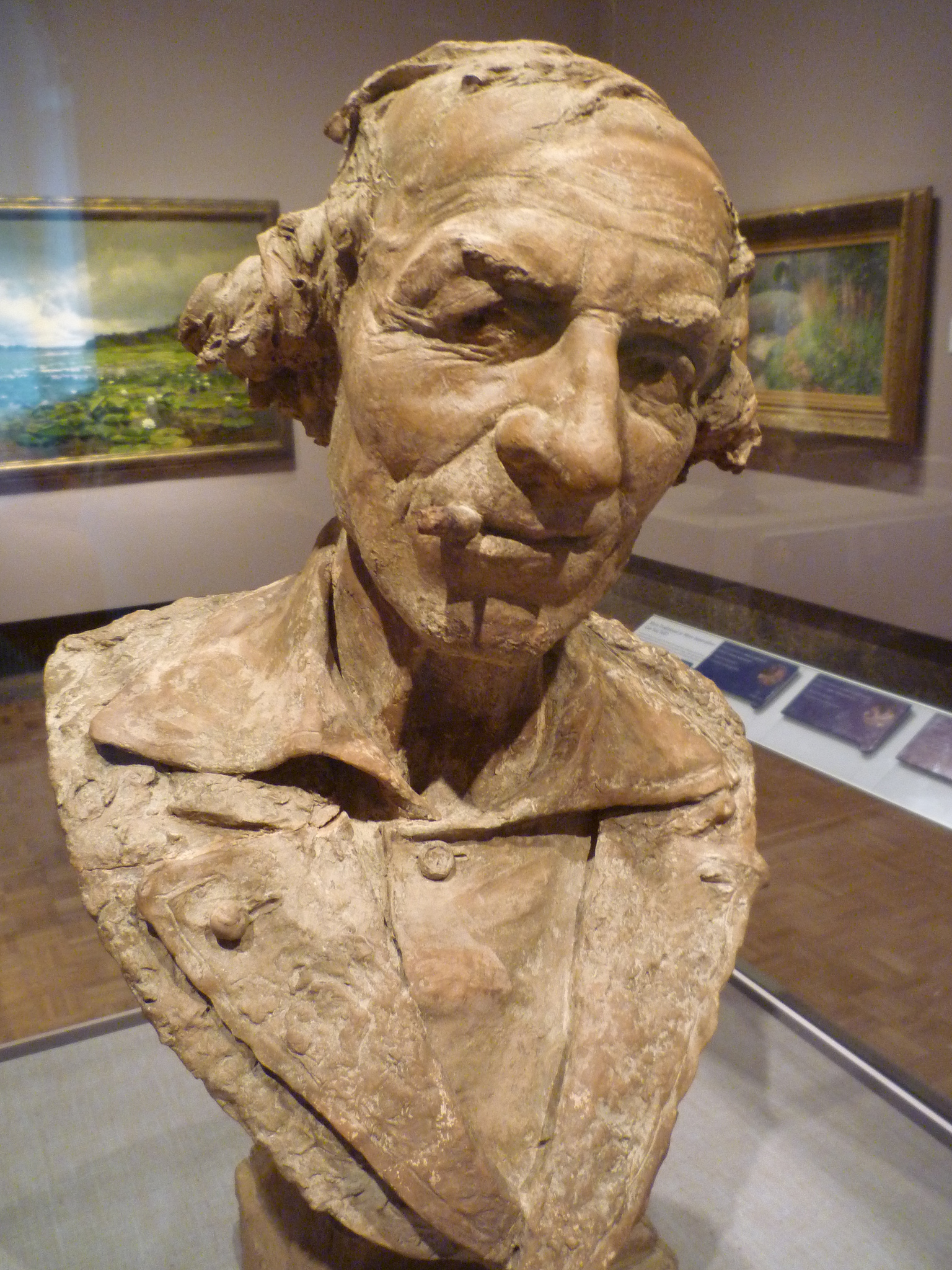
ジャン＝バティスト・カルポー『The Smoker』1863年

## その他
愛知県豊田市とデトロイト市が姉妹都市であることから、豊田市美術館と提携している。